# Patrick d'Assumçao
Pour l’article ayant un titre homophone, voir Assunção.
Patrick d’Assumçao est un acteur français né le 1er juin 1959 à Nantes.

## Biographie
Patrick d’Assumçao est né le 1er juin 1959 à Nantes.

## Carrière
Au début de sa carrière, fidèle compagnon de route de Marc Lesage sur de nombreux spectacles au Centre culturel de Courbevoie, parmi lesquels Les Caprices de Marianne, Dix petits nègres ou Les Trente Millions de Gladiator, il a également travaillé avec Didier Weill (Lettre d'une inconnue, L'Impresario de Smyrne, Tartuffe).
D’autres metteurs en scène font appel à lui, ce qui lui permet de jouer Anthologie de l'humour noir d'André Breton au Vingtième Théâtre, Petit Manuel de campagne électorale d'après Quintus Tullius Cicero, Les Sept Jours de Simon Labrosse de Carole Fréchette, La Ronde d'Arthur Schnitzler, La Putain respectueuse et Huis clos de Jean-Paul Sartre, sans oublier des pièces de Molière, Georges Feydeau, Eugène Labiche, Alfred de Musset ou Goldoni. On le retrouve aussi dans Donogoo de Jules Romains mis en scène par Jean-Paul Tribout, et dans Caligula d'Albert Camus.
Il aborde le cinéma en 2010 avec une apparition en barman dans Coursier avec Michaël Youn. Son rôle dans L'Inconnu du lac d'Alain Guiraudie lui vaut un double prix d’interprétation au Festival Jean Carmet de Moulins et une nomination pour le César du meilleur acteur dans un second rôle.
Puis, il travaille, entre autres, sous la direction de Philippe Claudel pour Une enfance, Benoît Jacquot Journal d'une femme de chambre, Arnaud Desplechin Trois souvenirs de ma jeunesse et Philippe le Guay Floride.
Il tourne pour la télévision dans la série d’Arte Ainsi soient-ils en 2015.

## Filmographie

### Cinéma

#### Longs métrages
- 2010 : Coursier d’Hervé Renoh : Le barman
- 2013 : L'Inconnu du lac d'Alain Guiraudie : Henri
- 2014 : Une enfance de Philippe Claudel : L'instituteur
- 2015 : À trois on y va de Jérôme Bonnell : William
- 2015 : Le Chant du merle de Frédéric Pelle : Monsieur Verlhac
- 2015 : Journal d'une femme de chambre de Benoît Jacquot : Le capitaine
- 2015 : Trois souvenirs de ma jeunesse d'Arnaud Desplechin : Le prêtre
- 2015 : Floride de Philippe le Guay : L’homme du pavillon
- 2015 : La Vie très privée de Monsieur Sim de Michel Leclerc : Le voisin d’avion
- 2015 : Les Ogres de Léa Fehner : L’amant de Marion
- 2015 : Tempête de Samuel Collardey : Le patron armateur
- 2015 : La Mort de Louis XIV d'Albert Serra : Fagon
- 2015 : Le Secret des banquises de Marie Madinier : Philippe
- 2016 : Primaire d'Hélène Angel : Mr Sabatier
- 2017 : Nos patriotes de Gabriel Le Bomin : Pierre Lagrange
- 2018 : L'Apparition de Xavier Giannoli : Père Borrodine
- 2018 : Normandie nue de Philippe Le Guay : Maurice
- 2018 : Fortuna de Germinal Roaux : Mr Blanchet
- 2019 : Deux fils de Félix Moati : Alfred
- 2019 : Revenir de Jessica Palud : Michel
- 2019 : Deux moi de Cédric Klapisch : Le père de Rémy
- 2021 : L'Homme de la cave de Philippe Le Guay : Mr Leroux
- 2021 : Les Héroïques de Maxime Roy : Jean-Pierre
- 2022 : Selon la police de Frédéric Videau : Ping-Pong
- 2022 : Cœurs vaillants de Mona Achache : Le curé
- 2022 : Le Tigre et le Président de Jean-Marc Peyrefitte : Mr Radeau
- 2023 : Jeanne du Barry de Maïwenn : Duc de Choiseul
- 2023 : À la belle étoile de Sébastien Tulard : Pascal
- 2023 : Magnificat de Virginie Sauveur : Dr Grammel
- 2023 : La Passion de Dodin Bouffant de Trần Anh Hùng : Grimaud
- 2025 : Le Domaine de Giovanni Aloi : Malaury

#### Courts et moyens métrages
- 2000 : L'Alexandrophagie de Sylvain Gillet
- 2010 : Tant que tu respires de Fara Sene
- 2013 : Mathieu de Massimiliano Camaiti
- 2014 : Punk à chien de Rémi Mazet
- 2015 : Les Âmes en peine d'Éric Rouquette
- 2017 : Je n'ai pas tué Jesse James de Sophie Beaulieu : Jesse James
- 2018 : Daniel fait face de Marine Atlan : Le boulanger

### Télévision

#### Séries télévisées
- 2007 : Paris, enquêtes criminelles : Le serrurier
- 2015 : Ainsi soient-ils : Père Chalumeau
- 2016 : Guyane : Merlot
- 2018 : Nox : Ferrara
- 2019 : Il était une seconde fois : André
- 2019 : Marianne : Père Xavier
- 2020 : Cheyenne et Lola : Yannick
- 2021 : Les Aventures du jeune Voltaire : Lieutenant général
- 2021 : Paris Police 1900 : Puybaraud
- 2023 : Tapie : Jean-Baptiste Tapie
- 2023 : Sous contrôle : le chauffeur
- 2024 : Une amitié dangereuse d'Alain Tasma : Jean-Baptiste d'Ornano

#### Téléfilms
- 2012 : Détruisez Paris, docufiction de Laurent Portes
- 2014 : La Loi de Christian Faure : Lucien Neuwirth
- 2019 : Le Pont du Diable de Sylvie Ayme : Philippe Charras
- 2022 : Qu'est-ce qu'elle a ma famille ? d'Hélène Angel : Eric
- 2023 : La Fille qu'on appelle de Charlène Favier : Franck Bellec

## Théâtre

### Comédien
- 1991 : Le Métro fantôme de Leroy Jones, mise en scène Pierre Barayre
- 1992 : Dernier Hôtel avant la Pentecôte de Gilles Tourman, mise en scène Marc Lesage, Espace Carpeaux
- 1993 : Les Caprices de Marianne d’Alfred de Musset, mise en scène Marc Lesage, Centre Culturel de Courbevoie
- 1993 : Dix petits nègres d’Agatha Christie, mise en scène Marc Lesage, Centre Culturel de Courbevoie, Maison de la Culture de Loire-Atlantique
- 1993-1995 : Thomas More ou l'Homme libre de Jean Anouilh, mise en scène Jean-Luc Jeener, Crypte Saint-Agnès Paris
- 1994 : Dr. Jekyll et M. Hyde de Robert Louis Stevenson, mise en scène Marc Lesage, Centre Culturel de Courbevoie
- 1995 : Les Trente Millions de Gladiator d’Eugène Labiche, mise en scène Marc Lesage, Centre Culturel de Courbevoie, Opéra de Vichy, en tournée
- 1995 : Huis clos de Jean-Paul Sartre, mise en scène Pascal Parsat, Centre Culturel de Courbevoie
- 1995 : La Fortune de Gaspard d’après la comtesse de Ségur, mise en scène Marc Lesage, Centre Culturel de Courbevoie
- 1996 : Sniping Zone de Benoît Marbot, mise en scène de l’auteur, Théâtre du Tourtour Paris
- 1997 : Voix off de Marc Lesage, mise en scène par l’auteur, Centre Culturel de Courbevoie
- 1997 : Comédie de Samuel Beckett, mise en scène Pierre Clémenti
- 1997 : Ultime Instance de Benoît Marbot, mise en scène par l’auteur
- 1998 : Le Malade imaginaire de Molière
- 1998 : Antigone de Jean Anouilh, mise en scène Jean Menaud, Vingtième Théâtre
- 1999 : Lettre d'une inconnue de Stefan Zweig, mise en scène Didier Weill, Théâtre municipal de Sens
- 1999 : Voulez-vous jouer avec moâ ? de Marcel Achard, mise en scène Gérard Cœurdevey, Centre Culturel de Courbevoie
- 2000 : Lethal Romance de Jocelyne Sauvard, mise en scène Kazem Shahryari, Art Studio Théâtre
- 2001 : L'Imprésario de Smyrne de Carlo Goldoni, mise en scène Didier Weill, Théâtre municipal de Sens
- 2001 : La nuit est mère du jour de Lars Noren, mise en scène Vincent Ecrepont, Théâtre de Beauvais
- 2002 : Torquemada de Victor Hugo, mise en scène Christian Fregnet
- 2002 : Tartuffe de Molière, mise en scène Didier Weill, Théâtre municipal de Sens
- 2003 : La Ronde d’Arthur Schnitzler, mise en scène Didier Weill, Théâtre municipal de Sens
- 2003 : La Putain respectueuse de Jean-Paul Sartre
- 2003-2004 : Estrella de Paloma Pedrero, mise en scène Panchika Velez, Scène nationale de Bayonne et du Sud Aquitain, Vingtième Théâtre
- 2005 : Boudard Song de Stéphane Grisard, mise en scène de l’auteur, Festival d’Avignon
- 2005-2006 : Petit Manuel de campagne électorale d'après Quintus Tullius Cicero, mise en scène Christian Fregnet, Théâtre municipal de Sens
- 2005-2009 : Les Sept Jours de Simon Labrosse de Carole Fréchette, mise en scène Yves Chenevoy, La Faïencerie de Creil
- 2006-2008 : Histoire de vivre de Nathalie Saugeon, mise en scène Catherine Hauseux
- 2008 : Anthologie de l'humour noir d'après André Breton, mise en scène Marc Goldberg, Vingtième Théâtre
- 2009-2010 : Donogoo de Jules Romains, mise en scène Jean-Paul Tribout, Festival d'Anjou à Angers, en tournée
- 2010-2014 : Caligula d’Albert Camus, mise en scène Stéphane Olivié-Bisson, L'Avant-Seine à Colombes, Théâtre des Célestins, Théâtre de l'Athénée-Louis-Jouvet, en tournée
- 2010-2015 : Vol au-dessus d'un nid de coucou de Dale Wasserman, adaptation Jacques Sigurd, mise en scène Stéphane Daurat, Festival d'Avignon Off, en tournée
- 2013-2014 : Rhinocéros  d’Eugène Ionesco, mise en scène Stéphane Daurat, Théâtre Alexandre Dumas de Saint-Germain-en-Laye, Théâtre du Vésinet, en tournée
- 2014-2015 : Zone rouge de Thierry Jahn, mise en scène de l’auteur, La Bigarrure de Rozoy-sur-Serre, en tournée
- 2014-2015 : Le fils de mon père est le père de mon fils, ou Mais que faisais-tu ? de Bertrand Marie Flourez, mise en scène Marc Goldberg, Vingtième Théâtre
- 2015 : En roue libre de Penelope Skinner, mise en scène Claudia Stavisky, Théâtre Les Ateliers de Lyon, Le Poche-Genève, Théâtre du Vellein Villefontaine, en tournée
- 2024 : Le Syndrome de l'oiseau de Pierre Tré-Hardy, mise en scène Sara Giraudeau et Renaud Meyer, Théâtre du Petit-Saint-Martin

## Doublage

### Films d'animation
- 2019 : J'ai perdu mon corps de Jérémy Clapin : Gigi

### Jeux vidéo
- 2020 : Cyberpunk 2077 : Mitch Anderson
- 2023 : Star Wars Jedi: Survivor : ?
- 2023 : Redfall : ?
- 2023 : Cyberpunk 2077 : Phantom Liberty : Mitch Anderson

## Distinctions

### Récompenses
- Festival Jean Carmet de Moulins 2013 : Prix du Jury du meilleur second rôle masculin pour L'Inconnu du lac
- International Cinephile Society 2015 : Prix du meilleur second rôle[4], pour L'Inconnu du lac

### Nominations
- César 2014 : César du meilleur acteur dans un second rôle pour L'Inconnu du lac